# Persone di cognome Dixon
| Questa pagina contiene informazioni ricavate automaticamente dalle voci biografiche con l'ausilio del template Bio e di un bot. L'aggiornamento è periodico e automatico e ricostruisce completamente la pagina. Se manca una persona in questa lista, sei pregato di non aggiungerla, ma accertati piuttosto che la sua voce biografica contenga il template Bio e che i dati anagrafici siano correttamente compilati. Se il template Bio manca, inseriscilo tu stesso o, in alternativa, metti l'avviso {{tmp\|Bio}} che ne segnala la mancanza. Se i dati riportati sono sbagliati, correggi direttamente la voce biografica; le modifiche saranno visibili in questa lista entro pochi giorni. Per chiarimenti vedi il progetto antroponimi. La lista contiene solo le 68 persone che sono citate nell'enciclopedia e per le quali è stato implementato correttamente il template Bio. Pagina aggiornata al 23 giu 2025. |

Questa è una lista di persone presenti nell'enciclopedia che hanno il cognome Dixon, suddivise per attività principale.

## Ammiragli(1)
- Manley Hall Dixon, ammiraglio britannico (n. 1786 - Devon, † 1864)

## Arcivescovi cattolici(1)
- Joseph Dixon, arcivescovo cattolico irlandese (Coalisland, n. 1806 - Armagh, † 1866)

## Astronomi(2)
- David S. Dixon, astronomo statunitense (n. 1947)
- Jeremiah Dixon, astronomo e inventore inglese (Cockfield, n. 1733 - Cockfield, † 1779)

## Attori(3)
- Brandon Victor Dixon, attore, cantante e produttore teatrale statunitense (Gaithersburg, n. 1981)
- David Dixon, attore e sceneggiatore britannico (Derby, n. 1947)
- Ivan Dixon, attore, produttore cinematografico e regista statunitense (New York, n. 1931 - Charlotte, † 2008)

## Attrici(2)
- Donna Dixon, attrice statunitense (Alexandria, n. 1957)
- Jean Dixon, attrice statunitense (Waterbury, n. 1896 - New York, † 1981)

## Bobbisti(1)
- Robin Dixon, ex bobbista britannico (Londra, n. 1935)

## Calciatori(9)
- Billy Dixon, ex calciatore irlandese (Dublino, n. 1941)
- Jimmy Dixon, ex calciatore liberiano (Tubmanburg, n. 1981)
- Johnny Dixon, calciatore inglese (Newcastle upon Tyne, n. 1923 - Birmingham, † 2009)
- Kaheim Dixon, calciatore giamaicano (Trenchtown, n. 2004)
- Kerry Dixon, ex calciatore e allenatore di calcio inglese (Luton, n. 1961)
- Lee Dixon, ex calciatore inglese (Manchester, n. 1964)
- Linval Dixon, ex calciatore giamaicano (Old Harbour, n. 1971)
- Paul Dixon, calciatore scozzese (Aberdeen, n. 1986)
- Robert Dixon, ex calciatore inglese (Felling, n. 1936)

## Cantanti(3)
- Gene Chandler, cantante statunitense (Chicago, n. 1937)
- Alesha Dixon, cantante e personaggio televisivo britannica (Londra, n. 1978)
- Colton Dixon, cantante statunitense (Murfreesboro, n. 1991)

## Cestiste(2)
- Medina Dixon, cestista statunitense (Boston, n. 1962 - † 2021)
- Tamecka Dixon, ex cestista statunitense (Linden, n. 1975)

## Cestisti(7)
- Bobby Dixon, ex cestista statunitense (Chicago, n. 1983)
- Daniel Dixon, ex cestista e allenatore di pallacanestro statunitense (Great Falls, n. 1994)
- David Dixon, ex cestista statunitense (Houston, n. 1978)
- Juan Dixon, ex cestista e allenatore di pallacanestro statunitense (Baltimora, n. 1978)
- Malik Dixon, ex cestista statunitense (Chicago, n. 1975)
- Michael Dixon, cestista statunitense (Kansas City, n. 1990)
- Renaldo Dixon, cestista canadese (Toronto, n. 1990)

## Chimici(1)
- Richard Dixon, chimico britannico (Borough Green, n. 1930 - † 2021)

## Chitarristi(1)
- Stuart Dixon, chitarrista inglese

## Compositori(1)
- Moodymann, compositore, produttore discografico e disc jockey statunitense (Los Angeles)

## Contrabbassisti(1)
- Willie Dixon, contrabbassista statunitense (Vicksburg, n. 1915 - Burbank, † 1992)

## Designer(1)
- Tom Dixon, designer britannico (Sfax, n. 1959)

## Direttori d'orchestra(1)
- Dean Dixon, direttore d'orchestra statunitense (Harlem, n. 1915 - Zurigo, † 1976)

## Fumettisti(1)
- Chuck Dixon, fumettista statunitense (Filadelfia, n. 1954)

## Giocatori di football americano(6)
- Ahmad Dixon, giocatore di football americano statunitense (Waco, n. 1991)
- Anthony Dixon, giocatore di football americano statunitense (Jackson, n. 1987)
- Brandon Dixon, giocatore di football americano statunitense (Pompano Beach, n. 1990)
- Hanford Dixon, ex giocatore di football americano statunitense (Mobile, n. 1958)
- Rickey Dixon, giocatore di football americano statunitense (Dallas, n. 1966 - DeSoto, † 2020)
- Riley Dixon, giocatore di football americano statunitense (Oneida, n. 1993)

## Giocatori di lacrosse(1)
- Frank Dixon, giocatore di lacrosse canadese (Port Dalhousie, n. 1878 - Grantham, † 1932)

## Maratonete(1)
- Alyson Dixon, maratoneta britannica (City of Sunderland, n. 1978)

## Mezzofondisti(2)
- Harvey Dixon, mezzofondista gibilterriano (Nizza, n. 1993)
- Rod Dixon, ex mezzofondista e maratoneta neozelandese (Nelson, n. 1950)

## Musicisti(1)
- Bill Dixon, musicista, compositore e educatore statunitense (Nantucket, n. 1925 - North Bennington, † 2010)

## Nuotatrici(1)
- Stéphanie Dixon, nuotatrice canadese (Brampton, n. 1984)

## Ostacolisti(1)
- Craig Dixon, ostacolista statunitense (Los Angeles, n. 1926 - Westwood, † 2021)

## Pallavoliste(1)
- TeTori Dixon, pallavolista statunitense (Burnsville, n. 1992)

## Piloti automobilistici(1)
- Scott Dixon, pilota automobilistico neozelandese (Brisbane, n. 1980)

## Piloti motociclistici(2)
- Darren Dixon, pilota motociclistico britannico (Swindon, n. 1960)
- Jake Dixon, pilota motociclistico britannico (Dover, n. 1996)

## Pittori(1)
- Don Dixon, pittore e illustratore statunitense (Easton, n. 1951)

## Politici(2)
- Alan J. Dixon, politico statunitense (Belleville, n. 1927 - Fairview Heights, † 2014)
- Julian Dixon, politico statunitense (Washington, n. 1934 - Los Angeles, † 2000)

## Pugili(1)
- George Dixon, pugile canadese (Africville, n. 1870 - † 1908)

## Rapper(2)
- D Double E, rapper britannico (Forest Gate, n. 1980)
- Grand Puba, rapper statunitense (New Rochelle, n. 1966)

## Sciatori alpini(1)
- Robbie Dixon, ex sciatore alpino canadese (Vancouver, n. 1985)

## Scrittori(1)
- Dougal Dixon, scrittore, paleontologo e geologo britannico (Dumfries, n. 1947)

## Statistici(1)
- Wilfrid Dixon, statistico statunitense (Portland, n. 1915 - † 2008)

## Tennisti(1)
- Charles Dixon, tennista britannico (Grantham, n. 1873 - Londra, † 1939)

## Velociste(2)
- Diamond Dixon, velocista statunitense (El Paso, n. 1992)
- Diane Dixon, ex velocista statunitense (New York, n. 1964)

## Velocisti(1)
- Leroy Dixon, velocista statunitense (South Bend, n. 1983)